# 丹佛 (密蘇里州)
丹佛（英語：Denver）是位於美國密蘇里州沃思縣的村。

## 人口
根據2020年美國人口普查的數據，丹佛的面積為0.99平方千米，皆為陸地。當地共有人口32人，而人口密度為每平方千米32人。